# Санчес, Селия
Селия Санчес Мандулей (исп. Celia Sánchez Manduley; 9 мая 1920, Медиа-Луна, Орьенте, Куба — 11 января 1980, Куба) — кубинская революционерка. В течение долгих лет поддерживала тесные отношения с Фиделем Кастро, состояла с ним в любовной связи.

## Биография
Родилась 9 мая 1920 в семье врача. В честь столетия со дня рождения Хосе Марти совершила со своим отцом восхождение на высочайшую вершину Кубы — Пик Туркино, где установила бюст поэта-революционера. Окончила Гаванский университет.
С начала 1950-х годов включилась в политическую борьбу против режима Р. Ф. Батисты, была основателем организации Движения 26 июля в Мансанильо. Была первой женщиной, которая 19 марта 1957 вступила в ряды Повстанческой армии, принимала участие в нападении на казарму Уверо — первом важном сражении революционных сил.
Вела подготовку в провинции Орьенте высадки группы революционеров под руководством Ф. Кастро с яхты «Гранма», затем вместе с Франком Паисом организовала первое подкрепление, отправленное к партизанам в Сьерра-Маэстру. Сражалась в горах Сьерра-Маэстра, выполняла функции связного, была секретарём Главного штаба Повстанческой армии.
После победы Революции работала в секретариате Президиума совета министров Кубы, в структурах Государственного совета Кубы. Член Центрального комитета Коммунистической партии Кубы. В 1980 году умерла от рака лёгких.

## Память
- Именем Селии Санчес Мандулей назван текстильный комбинат в Сантьяго-де-Куба.
- В 1990 в Мансанильо Селии Санчес поставлен монумент.[4]